# Uryga
Uryga – nazwisko pochodzenia łacińskiego, od słowa auriga, co oznacza woźnicę lub parobka od koni.
Nazwisko noszone przez około 1131 polskich obywateli, głównie na południu. kraju.

## Osoby noszące nazwisko Uryga
- Ewa Uryga – piosenkarka
- Jan Uryga (1932-1986) – tancerz, choreograf, aktor, reżyser
- Nina Skołuba-Uryga – polska aktorka, wdowa po w.w. Janie Urydze